# 尤美女
尤 美女（ゆう びじょ、ヨウ メイニュー、1955年〈民国44年〉1月28日 - ）は、中華民国（台湾）の弁護士、政治家。民主進歩党所属の元立法委員。
立法委員2期の間、同性婚法案の推進に尽力したことから、「同性婚の女神」と評される。

## 経歴
2011年、民主進歩党の全国不分区及び僑居国外国民選挙区の名簿第11位として指名され、翌年の第8回立法委員選挙で当選した。
2016年、第9回立法委員選挙でも名簿第11位で当選した。

## 立法委員

### 同婚問題
2016年12月26日、尤美女が招集した立法院司法委員会が同性婚に関する法改正案を一読会で可決し、委員会に送付した。
2019年5月17日、民進党が立法院に提出した同性婚法案「司法院釈字第748号解釈施行法」に賛成票を投じ、賛成多数で可決された。法案の可決後すぐに、立法院の外に集まった支持者のもとに駆け付け、大きな歓声を浴びながら支持を表明した。

## 選挙記録
| 年度 | 選挙               | 選挙区                            | 所属政党   | 得票数  | 得票率 | 当選 | 注釈 |
| ---- | ------------------ | --------------------------------- | ---------- | ------- | ------ | ---- | ---- |
| 2016 | 第9回立法委員選挙  | 全国不分区及び 僑居国外国民選挙区 | 民主進歩党 | 95,951  | 50.82% |      |      |
| 2020 | 第10回立法委員選挙 | 全国不分区及び 僑居国外国民選挙区 | 民主進歩党 | 107,850 | 52.12% |      |      |